# 日本・イスラエル経済連携協定
日本・イスラエル経済連携協定（にほん・イスラエルけいざいれんけいきょうてい、英語: Agreement between Japan and Israel for an Economic Partnership）とは、日本とイスラエルとの間で予定されている経済連携協定である。2023年に交渉に向けた共同研究が開始された。

## 署名・発効までの経緯
2022年11月22日、日本政府は、イスラエル国政府との間で、「あり得べき日・イスラエル経済連携協定（EPA）に関する共同研究」を立ち上げることで一致した、と発表した。
同じ、2022年11月22日、イスラエルのヤイル・ラピド首相は、政府機関の声明で
と述べた。
2023年3月14日、オンラインにより、あり得べき日・イスラエル経済連携協定（EPA）共同研究第1回会合が開催された。
2023年8月4日、オンラインにより、あり得べき日・イスラエル経済連携協定（EPA）共同研究第2回会合が開催された。
2023年9月27日、オンラインにより、あり得べき日・イスラエル経済連携協定（EPA）共同研究第3回会合が開催された。